# Śrem
Śrem este un oraș în Polonia.